# Rhaphium nudiusculum
Rhaphium nudiusculum är en tvåvingeart som beskrevs av Negrobov 1976. Rhaphium nudiusculum ingår i släktet Rhaphium och familjen styltflugor. Inga underarter finns listade i Catalogue of Life.